# Macrobiotus kristenseni
Espèce
Macrobiotus kristenseni est une espèce de tardigrades de la famille des Macrobiotidae.

## Distribution
Cette espèce est endémique d'Argentine.

## Étymologie
Cette espèce est nommée en l'honneur de Reinhardt Møbjerg Kristensen.

## Publication originale
- Guidetti, Peluffo, Rocha, Cesari & Moly de Peluffo, 2013 : The morphological and molecular analyses of a new South American urban tardigrade offer new insights on the biological meaning of the Macrobiotus hufelandi group of species (Tardigrada: Macrobiotidae). Journal of Natural History, vol. 47, no 37/38, p. 2409-2426.